# Лига, Вилиам
Вилиам Бейл Лига (англ. Viliame Bale Liga; 11 июня 1932, Вуниваи, Северный округ — 1992, Брисбен) — фиджийский легкоатлет, выступавший в метании копья. Участник летних Олимпийских игр 1968 года.

## Биография
Вилиам Лига родился 11 июня 1932 года в фиджийском населённом пункте Вуниваи.
Трижды участвовал в Играх Британской империи и Содружества, выступая в метании копья. В 1954 году в Ванкувере занял 8-е место (60,86 метра), в 1958 году в Кардиффе — 5-е (66,90), в 1962 году в Перте — 6-е (64,44).
В 1968 году вошёл в состав сборной Фиджи на летних Олимпийских играх в Мехико. В метании копья занял 15-е место в квалификации, показав результат 62,32 метра и уступив 17,16 метра худшему из попавших в финал Херману Саломону из ФРГ.
Умер в 1992 году в австралийском городе Брисбен.

## Личный рекорд
- Метание копья — 72,08 (1966)[4]